# Eggendorf im Thale
Eggendorf im Thale (bis 1966 Eggendorf am Göllersbach) ist ein Dorf in Niederösterreich, eine Katastralgemeinde sowie Ortsteil / Ortschaft der Stadt Hollabrunn im gleichnamigen Bezirk Hollabrunn.

## Geographie
Das Dorf liegt östlich von Hollabrunn. Nachbarorte von Eggendorf im Thale in der Stadtgemeinde Hollabrunn sind Altenmarkt im Thale, Kleinstetteldorf, Weyerburg und Wieselsfeld sowie in der Marktgemeinde Wullersdorf Hart und in der Marktgemeinde Nappersdorf-Kammersdorf Haslach.
| Hart             |                                             | Haslach             |
| Kleinstetteldorf | Kompassrose, die auf Nachbargemeinden zeigt | Altenmarkt im Thale |
| Wieselsfeld      |                                             | Weyerburg           |

Eggendorf im Thale liegt im Tal des Kleinen Göllersbach (das namensgebende Thal) und wird von diesem durchflossen. Von der Nutzung des Göllersbaches für die Wasserkraft zeugen zahlreiche Mühlen, die bis heute erhalten sind.

## Geschichte
Die erste urkundliche Erwähnung erfolgte im September 1135 in einem Dokument, in dem Markgraf Leopold III. der Heilige zugunsten des Diözesanbischofs von Passau auf den Zehent im Sprengel von 13 Babenbergischen Eigenpfarren, darunter auch »Echindorfh«, verzichtete. Nach der Erhebung Österreichs zum Herzogtum im Jahre 1156 wies Heinrich II. Jasomirgott die Pfarren Pulkau und Eggendorf der neuen Benediktinerabtei Unserer lieben Frau zu den Schotten in Wien als Gründungsdotation zu.
Während der Reformationszeit war Eggendorf ab 1565 protestantisch und in den Jahren 1571 und 1580 fanden in Eggendorf evangelische Synoden statt. Nach der Gegenreformation, die in Eggendorf im Jahre 1604 begann, wurde die Pfarre wieder katholisch.
Laut Adressbuch von Österreich waren im Jahr 1938 in der Ortsgemeinde Eggendorf im Thale ein Arzt, ein Tierarzt, ein Bäcker, ein Binder, ein Fleischer, ein Friseur, drei Gastwirte, zwei Gemischtwarenhändler, eine Hebamme, ein Müller, ein Sattler, ein Schmied, ein Schuster, ein Tischler, ein Wagner und einige Landwirte ansässig.
1972 entstand die Stadtgemeinde Hollabrunn mit 22 Katastralgemeinden, darunter Eggendorf im Thale.

## Öffentliche Einrichtungen
In Eggendorf im Thale befindet sich eine Volksschule.

## Politik

### Bürgermeister der ehemaligen Gemeinde Eggendorf im Thale
- 1850–1861 Mathias Gritschenberger
- 1861–1864 Matthias Schönthoner
- 1864–1870 Georg Kainrath
- 1870–1875 Franz Holzer
- 1875–1876 Josef Häusler
- 1876–1879 Matthias Schönthoner
- 1879–1885 Karl Müllner
- 1885–1888 Georg Naderer
- 1888–1891 Franz Gastgeb
- 1891–1894 Anton Altenburger
- 1894–1896 Georg Naderer
- 1896–1900 Josef Bauernfeind
- 1900–1906 Franz Naderer
- 1906–1912 Josef Brudl
- 1912–1924 Franz Schönthoner sen.
- 1924–1938 Matthias Sailnberger
- 1938–1938 Johann Fink
- 1938–1942 Franz Brudl
- 1942–1945 Franz Schönthoner jun.
- 1945–1948 Johann Semmelmayer
- 1948–1955 Georg Einsiedl
- 1955–1963 Johann Zehetmayer
- 1963–1965 Franz Schönthoner
- 1965–1970 Franz Loicht

### Ortsvorsteher der Katastralgemeinde Eggendorf im Thale
- 1972–1972 Franz Loicht
- 1972–1979 Josef Travnitschek
- 1979–1980 Franz Loicht jun.
- 1980–1990 Johann Zeitlberger
- 1990–1995 Anton Kellner
- 1995–2015 Josef Travnitschek jun.
- seit 2015 Gerhard Einsiedl

## Sehenswertes
- Pfarrkirche Eggendorf im Thale

## Persönlichkeiten

### Söhne und Töchter der Gemeinde
- Thomas Gschlatt (Gschlad, Gschlacht), (*16. Dezember 1721 in Eggendorf im Thale - †27. Februar 1806 in Olmütz), österreichischer Musiker, Sohn von Johannes und Rosina Gschlad, Posaunist der Salzburger Hofkapelle, Freund der Familie Mozart. Leopold Mozart war sein Trauzeuge bei der Verehelichung mit Maria Anna Pichler am 22. Mai 1758 im Salzburger Dom.

### Ehrenbürger der ehemaligen Gemeinde Eggendorf im Thale
- Pater Ernest Hauswirth, Abt des Stiftes Schotten, in Anerkennung um die Verdienste um Kirche und Drainage-Anlage(1896 verliehen)
- Eduard Müller, in Anerkennung um die Verdienste der Drainageanlage (1896 verliehen)
- Baron Eduard Hohenbruck, Bezirkshauptmann des Bezirks Hollabrunn (1905 verliehen)
- Josef Kühschelm, Ritter des Franz Joseph-Ordens, Reichsratsmitglied und NÖ Landtagsabgeordneter (1905 verliehen)
- Johann Wolf, Oberlehrer und Feuerwehrhauptmann (1907 verliehen)
- Pater Amand Opitz OSB, Abt des Stiftes Schotten (1917 verliehen)
- Pater Rupert Exler OSB, Pfarrverweser (1917 verliehen)
- Karl Semsch, Bezirkshauptmann des Bezirks Hollabrunn (1918 verliehen)
- Engelbert Dollfuß, Bundeskanzler (1934 verliehen)
- Josef Reither, NÖ Landeshauptmann (1934 verliehen)
- Alois Fischer (1935 verliehen)
- Johann Eichinger, Abgeordneter zum Nationalrat (1935 verliehen)
- Pater Wilhelm Sekyra, Prior des Schottenstiftes (1970 verliehen)